# بيل ديكس
بيل ديكس (بالإنجليزية: Bill Dix)‏ هو لاعب اتحاد الرغبي أسترالي، (ولد في نيوكاسل في أستراليا 1883  م).

## روابط خارجية
- بيل ديكس على موقع أوليمبيديا (الإنجليزية)